# Družina Sforza
Sforza je bila vladajoča družina v renesančni Italiji, s sedežem v Milanu. Vojvodino Milano so pridobili od prej vladajoče družine Visconti v sredini 15. stoletja in ga izgubili od španskih Habsburžanov približno stoletje kasneje.

## Zgodovina
Vzpon iz podeželskega plemstva se je začel, ko so Sforze postali condottieri (vodja najemniške vojske) in uporabili ta vojaški položaj, da so postali vladarji v Milanu. Družina je vladala s silo, zvijačo in politiko moči, podobno kot Medičejci v Firencah. Pod njihovo oblastjo je mesto-država cvetelo in se razširilo.
Muzio Attendolo (1369-1424), z vzdevkom Sforza (od sforzare – pomeni uveljavlja ali moč), je ustanovitelj dinastije. Condottiero iz Romagne, ki je služil Anžujskim kraljem iz Neaplja, je postal najuspešnejši dinast od condottierov.
Njegov sin Francesco I. Sforza je vladal Milanu, in pridobil naziv vojvoda Milana (1450-1466), po izumrtju družine Visconti leta 1447.
Družina je vladala tudi seigniory Pesaro, in sicer Muzia Attendola drugi sin, Alessandro (1409-1473). Sforza je obvladovala Pesaro do 1519, ko je umrl Galeazzo.
Muziov tretji sin, Bosio (1411-1476), je ustanovil podružnico Santa Fiora, ki je dobila naziv grofija Cotignola; Sforza je vladal majhnemu okrožju Santa Fiora v južni Toskani do leta 1624. Člani te družine so imeli tudi pomemben cerkveni in političen vpliv v papeški državi in se preselili leta 1674 v Rim, pod imenom Sforza Cesarini.
Sforza so se povezali z družino Borgia preko dogovorjenih porok (1493-1497) med Lukrecijo Borgia in Giovannijem (nezakonskim sinom Costanza I. Pesarskega). [1] Ta zveza je Borgia razveljavil, ko mu Sforza niso bili več potrebni.
Leta 1499, v času italijanskih vojn, je vojska Ludvika XII. Francoskega zavzela Milano od Ludovica Sforze (znanega kot Ludovico il Moro, ki je zaslovel po tem, da je bil v njegovi službi Leonardo da Vinci).
Po tem, ko so nemške cesarske čete pregnale Francoze, je Maksimilijan Sforza, Ludovicov sin postal Milanski vojvoda (1512-1515), dokler se niso vrnili Francozi pod Francem I. Francoskim in ga zaprli.

## Sforza, vladarji Milanske vojvodine
- Francesco I. Sforza 1450–1466
- Galeazzo Maria Sforza 1466–1476
- Gian Galeazzo Sforza 1476–1494
- Ludovico Sforza 1494–1499
- Ercole Massimiliano Sforza 1512–1515
- Francesco II. Sforza 1521–1535

## Sforza, vladarji Pesara in Gradara
- Alessandro
- Costanzo I.
- Giovanni
- Costanzo II.
- Galeazzo

## Družina Sforza, družinsko drevo
- Muzio Sforza je imel z ljubico Lucijo da Torsano 7 nezakonskih sinov
  - Sin Francesco I. Sforza je bil poročen z Bianco Maria Visconti
    - Sin Galeazzo Maria Sforza je imel ljubiso Lucrezio Landriani
      - Hči Bianca Maria Sforza (1472-1510), druga žena svetega rimskega cesarja  Maksimilijana I.
      - Sin Gian Galeazzo Sforza (1469-1494), poročen z Isabello Neapeljsko
        - Sin Francesco II. Sforza (il Duchetto), nominalno vojvoda pod regentstvom Ludovico Maria
        - Hči Bona Sforza (1494-1557), druga žena kralja  Sigismunda I. Poljskega[1]
        - Hči Ippolita Maria Sforza (1493-1501)

      - Nezakonska hči Caterina Sforza poročena z Giovanni de 'Medici il Popolano

    - Sin Ludovico Sforza (il Moro) (1451-1508)
      - Sin Maksimilijan Sforza (Ercole Massimiliano)
      - Sin Francesco II. (III) Maria
      - Nezakonska hči Bianca Sforza (1483-1496) poročena z Galeazzo Sanseverinom
      - Nezakonski sin Giovanni Paolo I. (1497-1535), markiz Caravaggio

    - Sin Ascanio Sforza (1444-1505), kardinal
    - Hči Ippolita Maria Sforza (1446-1484), poročena s kraljem  Alfonzom II. d'Aragon v Neaplju

  - Sin Alessandro Sforza, prvi gospodar Pesara
    - Sin Costanzo I. Sforza
    - Sin Galeazzo Sforza, zadnji Sforza, vladar Pesara
    - Sin Giovanni Sforza (1466-1510), prvi mož Lukrecije Borgia
      - Sin Costanzo II. Sforza (Giovanni Maria)]]

  - Bosio (grof Cotignola, lord Castell'Arquato

## Znani člani
| Ime                           | Portret | Razmerje do družine Sforza                                                                                |
| ----------------------------- | ------- | --- |
| Muzio Attendolo               |         | ustanovitelj družine Sforza                                                                               |
| Francesco Sforza              |         | Sin Muzia Attendola, prvi Sforza vladar Milana                                                            |
| Bianca Maria Visconti         |         | žena Francesca I. Sforza                                                                                  |
| Galeazzo Maria Sforza         |         | Sin Francesca I. Sforza in Biance Marie Visconti, Milanski vojvoda                                        |
| Gian Galeazzo Sforza          |         | Sin Galeazzo Maria Sforza                                                                                 |
| Bona Sforza, kraljica Poljske |         | hči Gian Galeazzo Sforza                                                                                  |
| Bianca Maria Sforza           |         | hči Galeazzo Maria Sforza in cesarica, kot žena Maksimilijana I., svetega rimskega cesarja                |
| Anna Sforza                   |         | hči Galeazzo Maria Sforza in žena Alfonza I. d'Este]] njena naslednica je bila zloglasna Lukrecija Borgia |
| Caterina Sforza               |         | nezakonska hči Galeazzo Maria Sforza, Milanskega vojvode                                                  |
| Ludovico Sforza               |         | Sin Francesca I. Sforza in Biance Maria Visconti, Milanski vojvoda                                        |
| Beatrice d'Este               |         | žena Ludovica Sforze                                                                                      |
| Maximilian Sforza             |         | Sin Ludovica Sforze, Milanski vojvoda                                                                     |
| Francesco II. Sforza          |         | Sin Ludovica Sforze, Milanski vojvoda                                                                     |
| Giovanni Paolo I. Sforza      |         | nezakonski sin Ludovica Sforze, prvi markiz Caravaggia                                                    |

## V popularni kulturi
- Eden od prekletih artefaktov iz serije Petek 13. je bil "Sforza rokavice", pripisane originalu iz časa družine.
- Thomas Harrisov lih Hannibal Lecter je potomec družine Sforza.
- V animaciji in knjižni zbirki Trinity Blood, se eden od kardinalov in milanska vojvodinja imenuje Caterina Sforza.
- Caterina Sforza se zdi, kot neberljiv značaj v video igri Assassin's Creed 2 in  nadaljevanju,  Assassin's Creed: Brotherhood.
- Lik Sforze je viden v seriji The Borgias, o družini Borgia.
- Hiša se omenja v pesmi o družini Borgia v britanskem zabavnem poučnem TV showu Horrible Histories.